# Schließmundschnecken
Die Schließmundschnecken (Clausiliidae) sind eine Familie der Schnecken aus der Unterordnung der Landlungenschnecken (Stylommatophora). Sie sind durch den sog. clausilialen Apparat gekennzeichnet, der es den Tieren erlaubt, das Gehäuse durch einen beweglichen Deckel zu verschließen. Die ältesten Vertreter der Schließmundschnecken erscheinen bereits im Maastrichtium (?Campanium). Die größten Exemplare der generell eher kleinen Formen dieser Familie erreichen bis etwa 80 mm Gehäusehöhe. Sie sind mit zahlreichen Arten vor allem in Südeuropa verbreitet.

## Merkmale
Schließmundschnecken besitzen ein hohes, turmförmig aufgewundenes Gehäuse, in das sie sich vollständig zurückziehen können. Die Gehäusemündung besitzt eine arttypische Ausprägung mit zahlreichen Falten, deren Form und Größe entscheidend für die Bestimmung ist.
Die Gehäuseoberfläche ist meist glatt, bei einigen Arten aber auch fein gerippt oder mit lamellenartigen Falten versehen. Das Gehäuse kann mit einem besonderen und für die ganze Familie kennzeichnenden Gehäuseverschluss, dem Clausilium, verschlossen werden. Es besteht aus einer löffelförmigen Kalkplatte mit einem elastischen Band, die sich seitlich in das Gehäuse schiebt, wenn die Schnecke aus ihrem Gehäuse kriecht.
Die in der Natur eher unscheinbaren Schließmundschnecken erreichen Gehäuselängen von nur wenigen Zentimetern.
Im Gegensatz zu den meisten Schneckenarten ist das Gehäuse der Schließmundschnecken in der Regel linksgewunden: Die Gehäuseöffnung liegt, von vorne betrachtet, bei obenliegender Spitze links. Die Schließmundschnecken werden auch als „Linksdreher“ bezeichnet.

## Verbreitung und Lebensraum
Schließmundschnecken sind in zahlreichen Arten über Europa verbreitet, wobei ein besonderer Artenreichtum in Süd- und Osteuropa bis auf die Mittelmeerinseln festgestellt werden kann.
Clausilien sind landbewohnend und zählen zu den Landlungenschnecken (Pulmonata). Bevorzugte Standorte sind warme, humusreiche Böden, zum Teil auch trockene Standorte. Manche Arten leben in Wäldern auf totem Holz.

## Systematik
Die besonders formenreiche Familie wird von H.Nordsieck (2007) in neun Unterfamilien gegliedert.
- Schließmundschnecken (Clausillidae J.E.Gray 1855)
  - Unterfamilie Alopiinae A.J.Wagner 1913
    - Gattung Agathylla H. & A.Adams 1855 (mit zwei Untergattungen: A.(Agathylla) und A.(Agathyllina) H.Nordsieck 1969)
    - Gattung Albinaria Vest 1867 (umfasst auch die ehemaligen Gattungen Carinigera Moellendorff 1873, Cristataria Vest 1867, Isabellaria Vest 1867, Sericata O.Boettger 1878)
    - Gattung Alopia H. & A.Adams 1855 (mit zwei Untergattungen: A.(Alopia) und A.(Kimakowiczia) Szekeres 1969)
    - Gattung Barcania Brandt 1956
    - Gattung Charpentieria Stabile 1864 (mit fünf Untergattungen: C.(Charpentieria), C.(Gibbularia) Monterosato 1908, C.(Mauritanica) O.Boettger 1877, C.(Siciliaria) Vest 1867 und C.(Stigmatica) O.Boettger 1877)
      - Simplon-Schließmundschnecke (Charpentieria dyodon)

    - Gattung Cochlodina A.Ferussac 1821 (mit vier Untergattungen: C.(Cochlodina), C.(Cochlodinastra) H.Nordsieck 1977, C.(Paracochlodina) H.Nordsieck 1969 und C.(Procochlodina) H.Nordsieck 1969)
      - Glatte Schließmundschnecke (Cochlodina laminata)

    - Gattung Delima Hartmann 1842 (mit vier Untergattungen: D.(Delima), D.(Dugiana) Stamol & Slapnik 2002, D.(Piceata) O.Boettger 1877 und D.(Semirugata) O.Boettger 1877)
    - Gattung Dilataria Vest 1867
    - Gattung Herilla H. & A.Adams 1855
    - Gattung Lampedusa (mit zwei Untergattungen: L.(Imitatrix) Westerlund 1884 und L.(Lampedusa))
    - Gattung Leucostigma A.J.Wagner 1919
    - Gattung Macedonica O.Boettger 1877
    - Gattung Medora H. & A.Adams 1855
    - Gattung Montenegrina O.Boettger 1877
    - Gattung Muticaria Lindholm 1925
    - Gattung Papillifera Hartmann 1842
    - Gattung Protoherilla A.J.Wagner 1921
    - Gattung Strigilodelima A.J.Wagner 1924
    - Gattung Triloba Vest 1867

  - Unterfamilie Baleinae A.J.Wagner 1913
    - Gattung Alinda H. & A.Adams 1855 (mit zwei Untergattungen: A.(Alinda) und A.(Pseudalinda) O.Boettger 1877)
    - Gattung Balea J.E.Gray 1824
      - Gemeine Schließmundschnecke (Balea biplicata)
      - Zahnlose Schließmundschnecke (Balea perversa)

    - Gattung Bulgarica O.Boettger 1877 (mit drei Untergattungen: B.(Bulgarica), B.(Pavlovicia) H.Nordsieck 1973 und B.(Strigilecula) Kennard & Woodward 1923)
    - Gattung Lacinaria Hartmann 1842
    - Gattung Likharevia H.Nordsieck 1975
    - Gattung Menissa H. & A.Adams 1855
    - Gattung Mentissella H.Nordsieck 1973
    - Gattung Micropontica O.Boettger 1881 (mit zwei Untergattungen: M.(Baleopsina) Lindholm 1924 und M.(Micropontica))
    - Gattung Mucronaria O.Boettger 1877 (mit zwei Untergattungen: M.(Index) O.Boettger 1877 und M.(Mucronaria))
    - Gattung Quadriplicata O.Boettger 1878
    - Gattung Vestia Hesse 1916 (mit drei Untergattungen: V.(Brabenecia) H.Nordsieck 1974, V.(Vestia) und V.(Vestiella) H.Nordsieck 1877)

  - Unterfamilie Clausiliinae J.E.Gray 1855
    - Gattung Clausilia Draparnaud 1805 (mit zwei Untergattungen: C.(Clausilia) und C.(Strobeliella) H.Nordsieck 1977)
    - Gattung Erjavecia Brusina 1870
    - Gattung Fusulus Fitzinger 1833 (mit zwei Untergattungen: F.(Erjaveciella) H.Nordsieck 1877 und F.(Fusulus))
    - Gattung Graciliaria Bielz 1867
    - Gattung Julica H.Nordsieck 1963
    - Gattung Macrogastra Hartmann 1841 (mit drei Untergattungen: M.(Macrogastra), M.(Pseudovestia) H.Nordsieck 1877 und M.(Pyrostoma) Vest 1867)
    - Gattung Micridyla H.Nordsieck 1973
    - Gattung Neostyriacus A.J.Wagner 1920
    - Gattung Pseudofusulus H.Nordsieck 1977
    - Gattung Ruthenica Lindholm 1924

  - Unterfamilie Garnieriinae C.Boettger 1926
    - Gattung Garnieria Bourguignat 1877
    - Gattung Grandinenia Minato & Chen 1984
    - Gattung Indonenia Ehrmann 1927
    - Gattung Megalauchenia H.Nordsieck 2007
    - Gattung Neniauchenia H.Nordsieck 2002
    - Gattung Tropidauchenia Lindholm 1924 (mit zwei Untergattungen: T.(Euryauchenia) H.Nordsieck 2007 und T.(Tropidauchenia))

  - Unterfamilie Laminiferinae Wenz 1923
    - Gattung Bofilliella Ehrmann 1927
    - Gattung Neniatlanta Bourguignat 1876

  - Unterfamilie Mentissoideinae Lindholm 1924
    - Gattung Acrotoma O.Boettger 1881 (mit vier Untergattungen: A.(Acrotoma), A.(Acrotomina) H.Nordsieck 1977, A.(Bzybia) H.Nordsieck 1977 und A.(Castelliana) Suvorov 2002)
    - Gattung Akramowskia H.Nordsieck 1975
    - Gattung Armenica O.Boettger 1877 (mit zwei Untergattungen: A.(Armenica) und A.(Astrogena) Szekeres 1970)
    - Gattung Bitorquata O.Boettger 1877
    - Gattung Boettgeria O.Boettger 1863 (mit zwei Untergattungen: B.(Boettgeria) und B.(Loosjesiella) Neubert & Groh 1998)
    - Gattung Elia H. & A.Adams 1855 (mit vier Untergattungen: E.(Acroeuxina) O.Boettger 1877, E.(Caucasica) O.Boettger 1877, E.(Elia) und E.(Megaleuxina) O.Boettger 1877)
    - Gattung Euxina O.Boettger 1877 (mit zwei Untergattungen: E.(Euxina) und E.(Illunellaria) Lindholm 1924)
    - Gattung Euxinastra O.Boettger 1888 (mit zwei Untergattungen: E.(Euxinastra) und E.(Odonteuxina) H.Nordsieck 1875)
    - Gattung Euxinella H.Nordsieck 1973
    - Gattung Filosa O.Boettger 1877
    - Gattung Galeata O.Boettger 1877
    - Gattung Idyla H. & A.Adams 1855 (mit zwei Untergattungen: I.(Idyla) und I.(Strigilidyla) H.Nordsieck 1994)
    - Gattung Kazancia Neubert 1992 (mit zwei Untergattungen: K.(Kazancia) und K.(Lasica) Neubert 1995)
    - Gattung Macroptychia O.Boettger 1877
    - Gattung Mentissoidea O.Boettger 1877
    - Gattung Olympicola Hesse 1916
    - Gattung Phrygica H.Nordsieck 1994
    - Gattung Roseniella Thiele 1931 (mit zwei Untergattungen: R.(Chavchetia) Neubert 1992 und R.(Roseniella))
    - Gattung Sabaeola Lindholm 1925
    - Gattung Sprattia O.Boettger 1883
    - Gattung Strigileuxina H.Nordsieck 1975
    - Gattung Strumosa O.Boettger 1877
    - Gattung Sumelia H.Nordsieck 1994

  - Unterfamilie Neniinae Wenz 1923
    - Gattung Andinia Polinski 1922
    - Gattung Andiniella Weyrauch 1958
    - Gattung Audiniastra H.Nordsieck 2005
    - Gattung Bequaertinenia Weyrauch 1964 (mit zwei Untergattungen: B.(Bequaertinenia) und B.(Miranenia) Grego & Szekeres 2004)
    - Gattung Brevinenia Neubert & H.Nordsieck 2005
    - Gattung Columbinia Polinski 1924 (mit drei Untergattungen: C.(Columbinia) und C.(Paranenia) Rehder 1939, C.(Steatonenia) Pilsbry 1926)
    - Gattung Cyclonenia H.Nordsieck 1999
    - Gattung Cylindronenia Ehrmann in Pilsbry 1949 (mit zwei Untergattungen: C.(Cylindronenia) und C.(Cylindroneniella) H.Nordsieck 2007)
    - Gattung Ehrmanniella Zilch 1949
    - Gattung Gonionenia Pilsbry 1926
    - Gattung Gracilinenia Polinski 1922
    - Gattung Hemicena Pilsbry 1949
    - Gattung Incaglaia Pilsbry 1949 (mit zwei Untergattungen: I.(Gibbonenia) Zilch 1954 und I.(Incaglaia))
    - Gattung Incania Polinski 1922
    - Gattung Leuconenia H.Nordsieck 2005
    - Gattung Nenia H. & A.Adams 1855
    - Gattung Neniaptyx H.Nordsieck 2007
    - Gattung Neniatracta Pilsbry 1926
    - Gattung Neniella Grego & Sekeres 2004
    - Gattung Neniops Pilsbry 1926
    - Gattung Nenisca Rehder 1939
    - Gattung Parabalea Ancey 1882
    - Gattung Peruinia Polinski 1922
    - Gattung Pfeifferiella Weyrauch 1957
    - Gattung Pseudogracilinenia Loosjes & Loosjes-van Bemmel 1984
    - Gattung Steeriana Jousseaume 1900
    - Gattung Symptychiella H.Nordsieck 1999 (mit zwei Untergattungen: S.(Divnenia) H.Nordsieck 2005 und S.(Symptychiella))
    - Gattung Temesa H. & A.Adams 1855
    - Gattung Zilchiella Weyrauch 1957

  - Unterfamilie Phadusinae A.J.Wagner 1922
    - Gattung Acanthophaedusa H.Nordsieck 2007
    - Gattung Bathyptychia Lindholm 1925 (mit drei Untergattungen: B.(Bathyptychia), B.(Brachyptychia) H.Nordsieck 2001 und B.(Strictiphaedusa) H.Nordsieck 2001)
    - Gattung Celsiphaedusa H.Nordsieck 2001
    - Gattung Cylindrophaedusa O.Boettger 1877 (mit zwei Untergattungen: C.(Cylindrophaedusa) und C.(Montiphaedusa) H.Nordsieck 2002)
    - Gattung Dautzenbergiella Lindholm 1924 (mit zwei Untergattungen: D.(Dautzenbergiella) und D.(Mansuyiella) H.Nordsieck 2003)
    - Gattung Diceratoptyx Pilsbry 1905
    - Gattung Euphaedusa O.Boettger 1877 (mit fünf Untergattungen: E.(Dentiphaedusa) H.Nordsieck 2003, E.(Euphaedusa), E.(Papilliphaedusa) H.Nordsieck 2003, E.(Tauphaedusa) H.Nordsieck 2003 und E.(Telophaedusa) H. Nordsieck 2003)
    - Gattung Fuchsiana Gredler 1887
    - Gattung Hemiphaedusa O.Boettger 1877 (mit zehn Untergattungen: H.(Dendrophaedusa) H.Nordsieck 2002, H.(Hemiphaedusa), H.(Hemiphaedusoides) H.Nordsieck 2001, H.(Hemizaptyx) Pilsbry 1905, H.(Labyrinthiphaedusa) H.Nordsieck 2001, H.(Margaritiphaedusa) H.Nordsieck 2001, H.(Notoptychia) Ehrmann 1927, H.(Pinguiphaedusa) Azuma 1982, H.(Placeophaedusa) Minato 1994 und H.(Selenophaedusa) Lindholm 1924)
    - Gattung Heterozaptyx Pilsbry 1906
    - Gattung Juttingia Loosjes 1965 (mit zwei Untergattungen: J.(Juttingia) und J.(Pseudohemiphaedusa) H.Nordsieck 2002)
    - Gattung Leptacme Ehrmann 1927
    - Gattung Lindholmiella Ehrmann 1927
    - Gattung Liparophaedusa Lindholm 1924
    - Gattung Loosjesia H.Nordsieck 2002
    - Gattung Luchuphaedusa Pilsbry 1901 (mit zwei Untergattungen: L.(Luchuphaedusa) und L.(Nesiophaedusa) Pilsbry 1905)
    - Gattung Macrophaedusa Moellendorff 1883
    - Gattung Macrophaedusella H.Nordsieck 2001
    - Gattung Megalophaedusa O.Boettger 1877 (mit vier Untergattungen: M.(Meglophaedusa), O.(Mesophaedusa) Ehrmann 1929, O.(Mesozaptyx) Kuroda 1963 und O.(Mundiphaedusa) Minato 1979)
    - Gattung Metazaptyx Pilsbry 1905
    - Gattung Miraphaedusa H.Nordsieck 2005
    - Gattung Oligozaptx Pilsbry 1905
    - Gattung Oospira Blanford 1872 (mit fünf Untergattungen: O.(Atractophaedusa) Ehrmann 1927, O.(Formosana) O.Boettger 1877, O.(Formosanella) H.Nordsieck 2003, O.(Oospira), O.(Paraformosella) H.Nordsieck 2003 und O.(Siphonophaedusa) Lindholm 1924)
    - Gattung Paraphedusa O.Boettger 1877
    - Gattung Parazaptyx Pilsbry 1905
    - Gattung Phaedusa H. & A.Adams 1855 (mit vier Untergattungen: P.(Metaphaedusa) H.Nordsieck 2001, P.(Phaedusa), P.(Pseudophaedusa) Tomiyama 1984 und P.(Stereophaedusa) O.Boettger 1877)
    - Gattung Pliciphaedusa H.Nordsieck 1998
    - Gattung Pulchraptyx Minato 1981
    - Gattung Reinia Kobelt 1876 (mit drei Untergattungen R.(Parareinia) H.Nordsieck 1998, R.(Pictophaedusa) Azuma 1982 und R.(Reinia))
    - Gattung Renschiphaedusa Loosjes & Loosjes-van Bemmel 1973
    - Gattung Selenoptyx Pilsbry 1908
    - Gattung Serriphaedusa H.Nordsieck 2001
    - Gattung Sinigena Lindholm 1925
    - Gattung Stereozaptyx Pilsbry 1905
    - Gattung Streptodera Lindholm 1925
    - Gattung Synprosphyma Germain, 1919 (mit zwei Untergattungen: S.(Excussispira) Lindholm, 1925 und S.(Synprosphyma))
    - Gattung Thaumatoptyx Pilsbry 1908
    - Gattung Tyrannophaedusa Pilsbry 1901 (mit zwei Untergattungen: T.(Aulacophaedusa) Azuma 1982 und T.(Tyrannophaedusa))
    - Gattung Tyrannozaptyx Käufel 1930
    - Gattung Zaptychopsis Ehrmann 1927
    - Gattung Zaptyx Pilsbry 1901 (mit zwei Untergattungen: Z.(Prozaptyx) Loosjes 1950 und Z.(Zaptyx))

  - Unterfamilie Serrulininae Ehrmann 1927
    - Gattung Caspiophaedusa Lindholm 1924
    - Gattung Dobatia H.Nordsieck 1973
    - Gattung Graecophaedusa Rähle 1982
    - Gattung Laeviphaedusa Likharev & Stelkov 1965
    - Gattung Microphaedusa H.Nordsieck 1978
    - Gattung Nothoserrulina Németh & Szekeres 1995
    - Gattung Pamphylica Németh & Szekeres 1995
    - Gattung Pravispira Lindholm 1924
    - Gattung Pontophaedusa Lindholm 1924
    - Gattung Pontophaedusella H.Nordsieck 1994
    - Gattung Sciocochlea C.Boettger 1935
    - Gattung Serrulina Mousson 1873 (mit zwei Untergattungen: S.(Serrulina) und S.(Truncatophaedusa) Majoros, Németh & Szili-Kovácz 1994)
    - Gattung Serrulinella H.Nordsieck 1984
    - Gattung Tsoukatosia Gittenberger 2000 (mit zwei Untergattungen: T.(Agiosspeleikos) A. & P.Reischütz 2003 und T.(Tsoukatosia))